# (11548) Jerrylewis
(11548) Jerrylewis ist ein Asteroid des inneren Hauptgürtels, der am 25. November 1992 von der US-amerikanischen Astronomin Carolyn Shoemaker und dem kanadischen Astronomen und Wissenschaftsjournalisten David H. Levy am Palomar-Observatorium (IAU-Code 675) in Kalifornien entdeckt wurde.
Der Asteroid gehört zur Phocaea-Familie, einer Gruppe von Asteroiden, die nach (25) Phocaea benannt ist. Charakteristisch für diese Gruppe ist unter anderem die 4:1-Bahnresonanz mit dem Planeten Jupiter. Die Sonnenumlaufbahn von (11548) Jerrylewis ist mit mehr als 24° stark gegenüber der Ekliptik des Sonnensystems geneigt, was charakteristisch für Phocaea-Asteroiden ist.
(11548) Jerrylewis wurde am 23. November 1999 nach dem US-amerikanischen Komiker und Schauspieler Jerry Lewis benannt. Im Benennungstext wird vor allem auf Lewis’ Engagement für die Muscular Dystrophy Association hingewiesen, einer freiwilligen nationalen Organisation, die im Bereich Forschungsförderung, Pflege und Aufklärung bei Muskeldystrophie und verwandten Erkrankungen tätig ist.